# Johannes Lenz (Politiker)
Johannes Lenz (* 24. April 1805 in Mornshausen a. D.; † 19. Oktober 1869 in Erdhausen) war ein hessischer Landwirt und Politiker (Fortschritt) und Abgeordneter der 2. Kammer der Landstände des Großherzogtums Hessen.
Johannes Lenz war Sohn des Landwirts Johannes Lenz und dessen Ehefrau Elisabeth, geborene Happel. Lenz, der evangelischer Konfessionszugehörigkeit war, war Landwirt und Bürgermeister in Erdhausen und heiratete am 13. Dezember 1829 Elisabeth geborene Schneider.
Von 1862 bis 1866 gehörte er der Zweiten Kammer der Landstände an. Er wurde für den Wahlbezirk Oberhessen 2/Gladenbach gewählt. Er war der letzte Abgeordnete dieses Wahlbezirks. 1866 wurde das Gebiet an Preußen abgetreten.